# Surianaceae
Surianaceae Arn. è una famiglia di piante angiosperme dicotiledoni appartenente all'ordine Fabales.

## Descrizione
La famiglia comprende sia specie a portamento arbustive che arboree.

## Tassonomia
Il sistema Cronquist assegnava tradizionalmente le Surianacee all'ordine Rosales. La moderna classificazione APG ha spostato la famiglia nell'ordine Fabales.
La famiglia comprende i seguenti generi:
- Cadellia F.Muell.
- Guilfoylia F.Muell.
- Recchia Moc. & Sessé ex DC.
- Stylobasium Desf.
- Suriana Plum. ex L.

## Distribuzione e habitat
Le Surianacee hanno un'inusuale distribuzione geografica: i generi Cadellia, Guilfoylia e Stylobasium sono endemici dell'Australia, il genere Recchia è diffuso in Messico, mentre il genere Suriana comprende una sola specie (S. maritima) che ha una distribuzione pantropicale.